# Potomac (Maryland)
Potomac é uma Região censo-designada localizada no estado americano de Maryland, no Condado de Montgomery.

## Demografia
Segundo o censo americano de 2000, a sua população era de 44.822 habitantes.

## Geografia
De acordo com o United States Census Bureau tem uma área de 68,8 km², dos quais 65,2 km² cobertos por terra e 3,6 km² cobertos por água.

## Localidades na vizinhança
O diagrama seguinte representa as localidades num raio de 8 km ao redor de Potomac.